# Imperiu al scopurilor
Imperiul scopurilor este un concept pe care filozofia morală dezvoltată de Immanuel Kant se centrează. Filozoful german pune bazele noțiunii în lucrarea Întemeierea Metafizicii Moravurilor. Acesta propune o lume în care toate ființele umane raționale sunt tratate ca scop în sine, și niciodata ca mijloc pentru un scop.

## Conceptul
Conceptul de imperiu al scopurilor reprezintă o stare de existență ipotetică derivată din imperativul categoric. Imperativul categoric este exprimat prin 3 definiții care se completează reciproc: 
1. Acționează numai conform acelei maxime prin care poți vrea totodată ca ea să devine o lege universală[1].
2. Acționează astfel ca să folosești umanitatea atât în persoana ta, cât și în persoana oricui altcuia totdeauna în același timp ca scop, iar niciodată numai ca mijloc[2].
3. Ființa rațională trebuie să se considere întotdeauna ca legislatoare într-un imperiu al scopurilor[3].

Kant își imaginează o societatea în care oamenii să-și ghideze viața după un imperativ categoric, universal necesar, dat de însăși rațiunea ființelor care alcătuiesc comunitatea.„Omul și în genere orice ființă rațională există ca scop în sine, nu numai ca mijloc, de care o voință sau alta să se folosească după bunul ei plac, ci în toate acțiunile, atât în cele care-l privesc pe el însuși și în cele care au în vedere alte ființe raționale, omul trebuie considerat întotdeauna în același timp ca scop”. Mai precis, nu ai voie să te folosește de o persoană ca mijloc pentru un anumit scop, nici măcar de tine însuți (în cazul sinuciderii).
„Conceptul oricărei ființe raționale care trebuie să se considere ca universal legislatoare prin toate maximele ei, pentru a se judeca pe sine însăși și acțiunile ei din acest punct de vedere, duce la un foarte fecund concept dependent de el, anume la acela al unui imperiu al scopurilor”. În acest cadru kantian, toate ființele raționale sunt supuse legii conform căreia fiecare trebuie să nu trateze niciodată persoana lor și pe aceea a tuturor celorlalte numai ca mijloc, ci mereu ca scop în sine.
Prin imperiu înțelegem „unirea sistematică a unor ființe raționale diferite prin legi comune”. Ființele ratioanale sunt cele care formează acest imperiu al scopurilor, și ele devin membre numai dacă sunt supuse acelor legi universale. „Astfel se produce o unire sistematică a ființelor raționale prin legi obiective comune, adică un imperiu care, fiindcă aceste legi au ca obiect tocmai relația acestor ființe între ele ca scopuri și mijloace, poate fi numită un imperiu al scopurilor (care nu este desigur decât un ideal)”. În imperiul scopurilor, datoria revine fiecărui membru în parte, în aceeași măsură, și nu doar conducătorului.
În studiile sale pe religie, Kant interpretează conceptul de Paradis drept un simbol religios pentru realitatea morală a imperiului scopurilor.

## Animalele în imperiul scopurilor
Immanuel Kant a explicitat faptul că nu avem nicio datorie față de animale deoarece nu sunt ființe autonome care pot fi respectate ca scop în sine. În schimb, avem datorii indirecte față de ele. Acesta interzice cruzimea față de animale, considerând-o dăunătoare relațiilor cu celelalte ființe umane și imaginii sociale. Folosește exemplul unui om care-și ucide câinele odată ce animalul nu-i mai este de folos. Acest fapt dăunează bunătății și calităților omului. Putem ucide animale atâta timp cât nu o facem inuman, și le putem folosi pentru muncă atâta timp cât nu le forțăm; cu alte cuvinte, le putem folosi ca mijloc pentru un scop, dar să evităm să fim cruzi cu ele.

## Vezi și
- Kantianism
- Imperativ categoric
- Eticile kantiene
- Scop în sine